# Kościół Świętego Michała Archanioła w Retowie
Kościół Świętego Michała Archanioła (lit. Rietavo Šv. arkangelo Mykolo bažnyčia) – katolicki kościół w Retowie (Litwa).
Jest to jeden z największych kościołów na Litwie. Budowla neoromańska, w stylu weneckim (nawiązująca do romańskich budowli we Włoszech).
Ufundowany przez Ireneusza Ogińskiego (syna Michała), który przeznaczył na budowę pół miliona rubli. Budowę rozpoczęto w 1853, a zakończono w 1874 (budowę dokończyli Michał i Bogdan Ogińscy, synowie Ireneusza, który zmarł w 1863). Projekt przygotował architekt Gąsowski, a wykonawcą był August Stüler, architekt króla pruskiego.
Budynek, zbudowany na planie krzyża jest bazyliką trójnawową, z transeptem, prezbiterium o trzech kondygnacjach i pięcioboczną apsydą. Nad skrzyżowaniem nawy głównej i transeptu zbudowano ośmioboczny bęben przykryty spłaszczoną kopułą. Fasada kościoła zawiera arkadowy portal główny i dwa portale boczne. Nad wejściem głównym umieszczono rząd kolumienek oraz rozeta. Dodatkowymi ozdobami są arkadowe nisze oraz fryz arkadkowy. Podobnie ozdobione są fronty transeptu. Po obu stronach fasady przedniej znajdują się wysokie, czworoboczne wieże, nakryte spiczastymi dachami.
We wnętrzu świątyni pomniki nagrobne Ireneusza Ogińskiego (dzieło A. Cattiera) i jego żony Olgi, fresk przedstawiający św. Michała Archanioła oraz ogromny żyrandol. Witraże zostały wykonane po 1945.

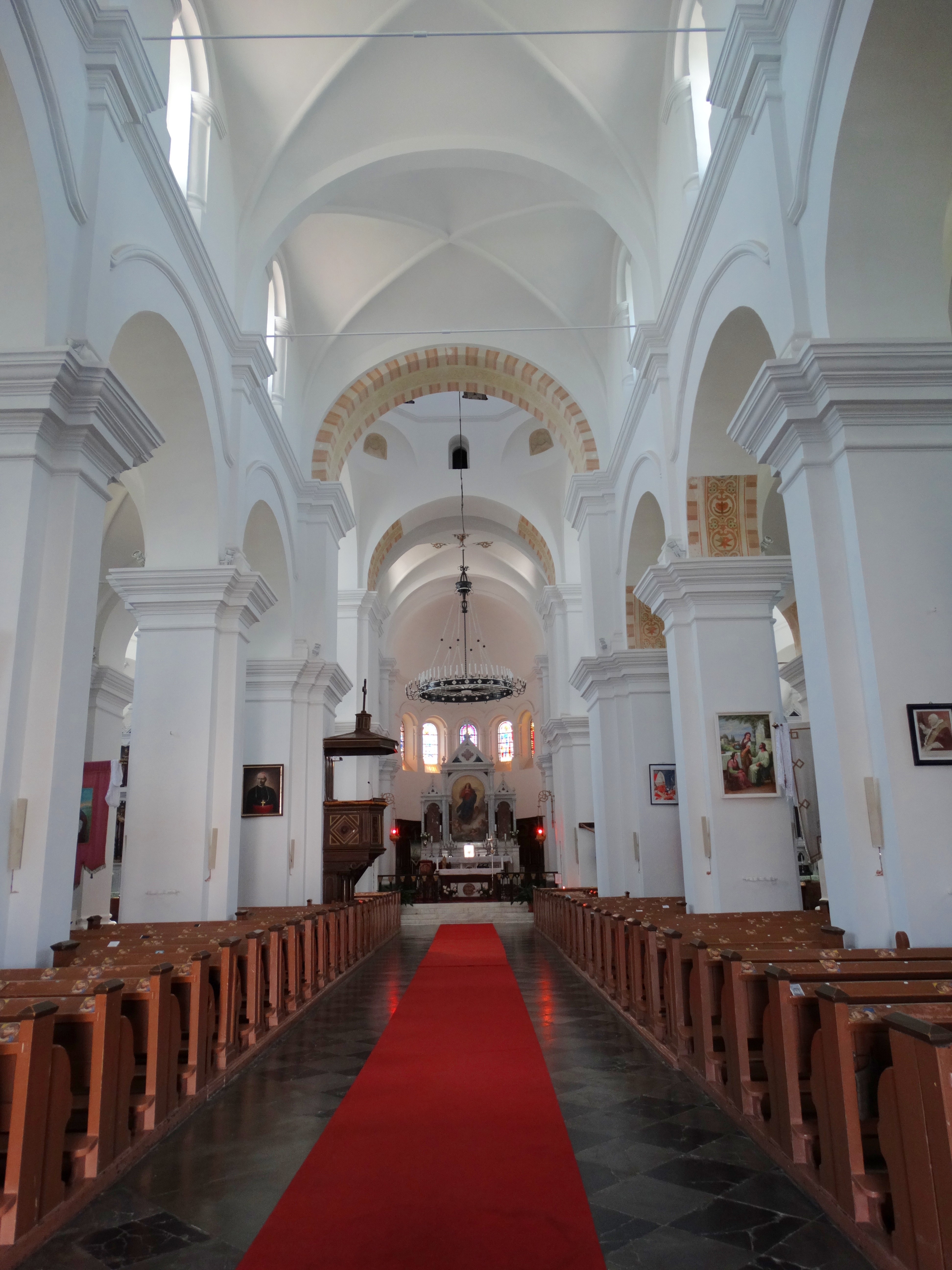
Wnętrze kościoła